# 阴地堇菜
阴地堇菜（学名：Viola yezoensis）为堇菜科堇菜属的植物。分布于日本、朝鲜以及中国大陆的河北、辽宁、山东等地，生长于海拔700米的地区，多生于阔叶林林下、山地灌丛间及山坡草地，目前尚未由人工引种栽培。